# Forum pour l'avenir franco-allemand
 (juin 2022).
La mise en forme du texte ne suit pas les recommandations de Wikipédia : il faut le « wikifier ».
Les points d'amélioration suivants sont les cas les plus fréquents. Le détail des points à revoir est peut-être précisé sur la page de discussion.
- Les titres sont pré-formatés par le logiciel. Ils ne sont ni en capitales, ni en gras.
- Le texte ne doit pas être écrit en capitales (les noms de famille non plus), ni en gras, ni en italique, ni en « petit »…
- Le gras n'est utilisé que pour surligner le titre de l'article dans l'introduction, une seule fois.
- L'italique est rarement utilisé : mots en langue étrangère, titres d'œuvres, noms de bateaux, etc.
- Les citations ne sont pas en italique mais en corps de texte normal. Elles sont entourées par des guillemets français : « et ».
- Les listes à puces sont à éviter, des paragraphes rédigés étant largement préférés. Les tableaux sont à réserver à la présentation de données structurées (résultats, etc.).
- Les appels de note de bas de page (petits chiffres en exposant, introduits par l'outil «  Source ») sont à placer entre la fin de phrase et le point final[comme ça].
- Les liens internes (vers d'autres articles de Wikipédia) sont à choisir avec parcimonie. Créez des liens vers des articles approfondissant le sujet. Les termes génériques sans rapport avec le sujet sont à éviter, ainsi que les répétitions de liens vers un même terme.
- Les liens externes sont à placer uniquement dans une section « Liens externes », à la fin de l'article. Ces liens sont à choisir avec parcimonie suivant les règles définies. Si un lien sert de source à l'article, son insertion dans le texte est à faire par les notes de bas de page.
- La présentation des références doit suivre les conventions bibliographiques. Il est recommandé d'utiliser les modèles {{Ouvrage}}, {{Chapitre}}, {{Article}}, {{Lien web}} et/ou {{Bibliographie}}. Le mode d'édition visuel peut mettre en forme automatiquement les références.
- Insérer une infobox (cadre d'informations à droite) n'est pas obligatoire pour parachever la mise en page.

Pour une aide détaillée, merci de consulter Aide:Wikification.
Si vous pensez que ces points ont été résolus, vous pouvez retirer ce bandeau et améliorer la mise en forme d'un autre article.

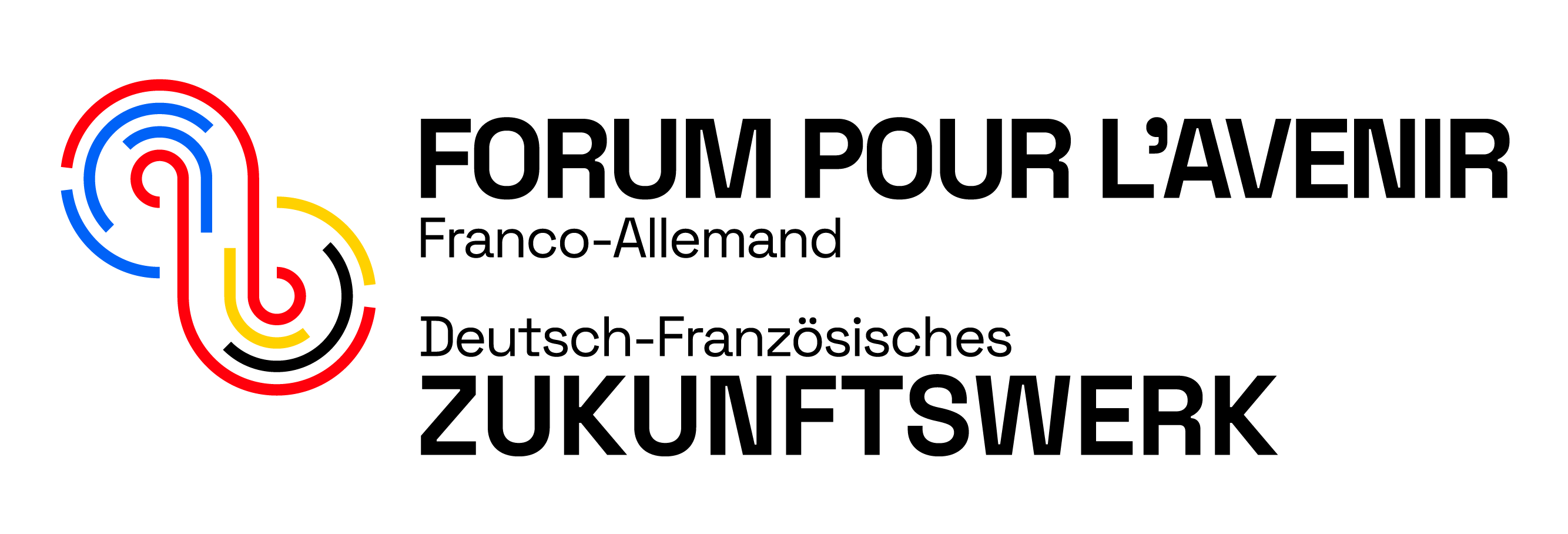
Logo du forum pour l'avenir franco-allemand.

Le Forum pour l’avenir franco-allemand (en allemand : Deutsch-französisches Zukunftswerk), créé par le traité d’Aix-la-Chapelle en janvier 2019, vise à renforcer la coopération et l’intégration franco-allemande en favorisant une meilleure compréhension mutuelle. Ce traité est signé par le président Macron et la chancelière Merkel.
Le forum pour l'avenir franco-allemand montre des chemins vers un futur durable et renforce la capacité de transformation de ces deux pays. Il organise des dialogues autour d'initiatives locales pionnières qui préfigurent les transitions à venir. Il croise leurs perspectives avec celles de l'administration publique, de la société civile et de la science. Enfin il élabore collectivement des recommandations de politique publique remises aux gouvernements français et allemand.

## L'objectif
L'approche du Forum pour l’avenir consiste à tirer les leçons des processus de changement social déjà en cours en Allemagne et en France et, sur cette base, à définir des visions et des objectifs concrets et à élaborer des mesures pour les différents domaines politiques. Cet accompagnement des processus de transformation est réalisé par le forum de l’avenir en :
- menant une recherche-action ;
- réunissant les personnes engagées dans des initiatives locales ou régionales, innovantes dans des formats de dialogue ;
- élaborant des recommandations d'action pour les gouvernements des deux pays[2].

Le processus de travail du Forum pour l’avenir est basé sur une approche « bottom-up ». Le Forum pour l’avenir cherche à identifier, rendre visible et renforcer les réponses qui sont disponibles grâce aux connaissances et à l'expérience des acteurs locaux. Cela permet aux décideurs politiques de les intégrer efficacement dans leurs politiques afin de faciliter un renforcement mutuel des niveaux fédéraux et locaux.
Au cours du premier cycle du Forum pour l’avenir, le comité d’orientation du Forum pour l’avenir, composé entre autres de représentants des gouvernements, des parlements et de la société civile, s'est concentré sur les thèmes de la « Transitions écologique » et de la « Résilience économique et sociale ». Pour chaque cycle thématique, des initiatives locales et régionales des deux pays sont sélectionnées pour entrer en échange à l’aide du Forum.

## La structure
Le Forum pour l’avenir est financé par le « Ministère fédéral de l'éducation et de la recherche » (BMBF). Du côté allemand, il est basé au « Research Institute for Sustainability » (RIFS) sous la direction du Prof. Frank Baasner et avant Patrizia Nanz (2019-2022), et en France au Think Tank « France Stratégie » sous la direction de Gilles de Margerie.

### Les dialogues entre pairs
Les visions et les recommandations politiques sont élaborées en étroite collaboration avec des initiatives locales/régionales en France et en Allemagne. Celles-ci s'engagent en faveur d'un changement structurel social, économique ou écologique dans leur région. Dans le même temps, le processus doit permettre le développement de compétences d'action, par exemple par les dialogues entre pairs ainsi que par un soutien étroit et orienté vers la demande de la part de l'équipe du Forum pour l’avenir, qui doit être convenu en fonction du contexte individuel. L'objectif des dialogues entre pairs est de permettre aux différentes initiatives d'entrer dans un échange afin de discuter et de réfléchir ensemble sur les connaissances et les expériences. Le Forum pour l’avenir tire profit des dialogues entre pairs en approfondissant sa connaissance des initiatives des partenaires, en acquérant de nouvelles connaissances sur les savoirs locaux innovants et en reconnaissant des modèles dans les enjeux et les solutions possibles. Les dialogues entre pairs ont pour objectif d'identifier les défis de la transformation sociale et de les transmettre aux décideurs politiques.

### Le Forum (Resonanzraum)
Les résultats de la coopération avec les initiatives partenaires locales/régionales sont compilés dans un « Forum » (en allemand : « Resonanzraum »). Celui-ci est composé de 40 membres non-permanents (ONG, institutions publiques, experts, associations et fédérations, parlementaires). Dans ce cadre, le matériel produit sert de base à l'élaboration de recommandations d'action politique.

### Le comité d'orientation
Le Comité d‘orientation se prononce sur le programme de travail du Forum pour l’avenir franco-allemand et examine les recommandations d’action élaborées lors du "Forum". Il est le garant de la qualité et de la visibilité des travaux du Forum. Le Comité d‘orientation est composé de seize membres, huit en France et huit en Allemagne, dont deux présidents.

## Les initiatives
Dans le cycle thématique 2020/21, le Forum pour l’avenir collabore avec trois initiatives allemandes et trois initiatives françaises. Parmi elles :
Marbourg, avec un accent sur la mise en œuvre des objectifs climatiques jusqu’ à 2030 et la coopération nécessaire entre les acteurs de la société civile et ceux de l'administration publique ; Nebelschütz, qui se concentre sur le développement durable dans les villages, en coopération avec le projet "Vivre dans des villages durables" (GEN) ; et le Burgenlandkreis (Zeitz et Hohenmölsen), avec un accent thématique sur la sortie progressive du charbon à travers la participation des citoyens.
L'expertise de Loos-en-Gohelle est particulièrement précieuse pour le Burgenlandkreis, car la sortie du charbon a dû y être gérée dès les années 1980 et la municipalité a pu réaliser la transformation de la région et la revalorisation du patrimoine minier en se servant de la forte implication citoyenne ; Mouans-Sartoux avec son accent sur l'approvisionnement alimentaire et la construction durable ; et Dunkerque avec son expertise sur l'écologie industrielle et l’union régionale des acteurs locaux et régionaux.

## Les liens web
- France Stratégie
- Site web du Forum